# 781 Kartvelia
781 Kartvelia eller 1914 UF är en asteroid i huvudbältet, som upptäcktes den 25 januari 1914 av den ryske astronomen Grigorij N. Neujmin vid Simeiz-observatoriet på Krim. Den har fått sitt namn efter det georgiska namnet på det georgiska folket.
Asteroiden har en diameter på ungefär 72 kilometer.